# Vinež
Vinež is een plaats in de gemeente Labin in de Kroatische provincie Istrië. De plaats telt 1163 inwoners (2001).